# Polylepion
Polylepion is een geslacht van straalvinnige vissen uit de familie van lipvissen (Labridae).

## Soorten
- Polylepion cruentum Gomon, 1977
- Polylepion russelli (Gomon & Randall, 1975)